# کریستینا فیگرز
کریستینا فیگرز (انگلیسی: Christiana Figueres؛ زادهٔ ۷ اوت ۱۹۵۶) یک دیپلمات، و اقتصاددان اهل کاستاریکا و دبیر اجرایی کنوانسیون سازمان ملل متحد در مورد تغییرات آب و هوایی است.